# Selección de baloncesto de la República Federal de Yugoslavia / Serbia y Montenegro
La selección de baloncesto de Serbia y Montenegro, anteriormente conocida como selección de baloncesto de la República Federal de Yugoslavia, fue el equipo formado por jugadores de nacionalidad serbiomontenegrina que representaba a la Federación de Baloncesto de Serbia y Montenegro en las competiciones internacionales organizadas por la Federación Internacional de Baloncesto (FIBA) o el Comité Olímpico Internacional (COI): los Juegos Olímpicos, la Copa Mundial de Baloncesto y el EuroBasket. Esta selección está integrada dentro de la Federación Serbia de Baloncesto.
De 1992 a 2003, las dos repúblicas restantes de Yugoslavia jugaron con el nombre de República Federal  de Yugoslavia y de 2003 a 2006 con el nombre de Serbia y Montenegro en competiciones internacionales. Tras la declaración de independencia de Montenegro en 2006, la Federación Serbia de Baloncesto retuvo la posición de la Federación de Baloncesto de Serbia y Montenegro como miembro de la FIBA. Por lo tanto, todos los resultados y medallas de ese período (1992-2006) son conseguidos por el equipo nacional de baloncesto de Serbia.

## Historia
Después de la desintegración de Yugoslavia, en 1991-1992, el equipo nacional de baloncesto yugoslavo original se disolvió. Bosnia y Herzegovina, Croacia, Macedonia y Eslovenia formaron entonces sus propias selecciones nacionales absolutas. Mientras que la entonces restante y más pequeña Yugoslavia, conocida más tarde como Serbia y Montenegro formó su propia selección nacional absoluta.
Ese equipo nacional se llamó originalmente "selección de baloncesto de Yugoslavia", desde 1992 hasta 2003, en honor al nombre del país en ese momento. En 2003, después de que el país pasara a llamarse República Federativa de Yugoslavia a Serbia y Montenegro, el equipo también pasó a llamarse "selección de baloncesto de Serbia y Montenegro". Después de que Serbia y Montenegro se separaron, en 2006, y se convirtieron en países independientes de Serbia y Montenegro, cada uno formó sus propias selecciones nacionales sucesoras. La primera aparición de la selección de baloncesto de Serbia en una competición importante de la FIBA fue en el EuroBasket de 2007. Mientras que la primera aparición de la selección de baloncesto de Montenegro en un evento importante de la FIBA fue en el EuroBasket de 2011.

## Plantillas históricas
- EuroBasket 1995: finalizó 1°  de 14 equipos.

Vlade Divac, Žarko Paspalj, Zoran Savić, Predrag Danilović, Aleksandar Đorđević, Dejan Bodiroga, Željko Rebrača, Saša Obradović, Dejan Tomašević, Zoran Sretenović, Miroslav Berić, Dejan Koturović. Entrenador: Dušan Ivković
- Juegos Olímpicos 1996: finalizó 2°  de 12 equipos.

Miroslav Berić, Dejan Bodiroga, Predrag Danilović, Vlade Divac, Aleksandar Đorđević, Nikola Lončar, Saša Obradović, Žarko Paspalj, Željko Rebrača, Zoran Savić, Dejan Tomašević, Milenko Topić. Entrenador: Željko Obradović
- EuroBasket 1997: finalizó 1°  de 16 equipos.

Dejan Bodiroga, Predrag Danilović, Zoran Savić, Aleksandar Đorđević, Željko Rebrača, Dejan Tomašević, Saša Obradović, Nikola Lončar, Miroslav Berić, Milenko Topić, Nikola Bulatović, Miroslav Radošević. Entrenador: Željko Obradović
- Campeonato Mundial 1998: finalizó 1°  de 16 equipos.

Dejan Bodiroga, Vlado Šćepanović, Saša Obradović, Nikola Lončar, Dragan Lukovski, Miroslav Berić, Aleksandar Đorđević, Željko Rebrača, Predrag Drobnjak, Nikola Bulatović, Dejan Tomašević, Milenko Topić. Entrenador: Željko Obradović
- EuroBasket 1999: finalizó 3°  de 16 equipos.

Vlade Divac, Predrag Stojaković, Dejan Bodiroga, Predrag Danilović, Dragan Tarlać, Saša Obradović, Dejan Tomašević, Milan Gurović, Nikola Lončar, Milenko Topić, Dragan Lukovski, Vlado Šćepanović. Entrenador: Željko Obradović
- EuroBasket 2001: finalizó 1°  de 12 equipos.

Dejan Bodiroga, Veselin Petrović, Saša Obradović, Igor Rakočević, Predrag Stojaković, Vlado Šćepanović, Marko Jarić, Predrag Drobnjak, Dragan Tarlać, Dejan Milojević, Dejan Tomašević, Milan Gurović. Entrenador: Svetislav Pešić
- Campeonato Mundial 2002: finalizó 1°  de 16 equipos.

Igor Rakočević, Miloš Vujanić, Marko Jarić, Dejan Bodiroga, Predrag Stojaković, Milan Gurović, Vladimir Radmanović, Žarko Čabarkapa, Dejan Tomašević, Vlade Divac, Predrag Drobnjak, Dejan Koturović. Entrenador: Svetislav Pešić

## Historial

### Copa Mundial
Resultado General: 23.º puesto
| Copa Mundial de Baloncesto |
| --- |
| - 1950: No calificó - 1954: No calificó - 1959: No calificó - 1963: No calificó - 1967: No calificó - 1970: No calificó - 1974: No calificó - 1978: No calificó - 1982: No calificó - 1986: No calificó - 1990: No calificó - 1994: Suspendido - 1998: - 2002: - 2006: 11° Lugar - 2010: No calificó - 2014: No calificó - 2019: No calificó - 2023: No calificó - 2027: TBD |

### Juegos Olímpicos
| Baloncesto en los Juegos Olímpicos |
| --- |
| - Berlín 1936: No calificó - Londres 1948: No calificó - Helsinki 1952: No calificó - Melbourne 1956: No calificó - Roma 1960: No calificó - Tokio 1964: No calificó - México 1968: No calificó - Múnich 1972: No calificó - Montreal 1976: No calificó - Moscú 1980: No calificó - Los Ángeles 1984: No calificó - Seúl 1988: No calificó - Barcelona 1992: Suspendido - Atlanta 1996: - Sídney 2000: 6° Lugar - Atenas 2004: 11° Lugar - Pekín 2008: No calificó - Londres 2012: No calificó - Río 2016: No calificó - Tokio 2020: No calificó - París 2024: No calificó |

### EuroBasket
| EuroBasket |
| --- |
| - 1935: No participó - 1937: No participó - 1939: No participó - 1946: No participó - 1947: No participó - 1949: No participó - 1951: No participó - 1953: No participó - 1955: No participó - 1957: No participó - 1959: No participó - 1961: No participó - 1963: No participó - 1965: No participó - 1967: No participó - 1969: No participó - 1971: No participó - 1973: No participó - 1975: No participó - 1977: No participó - 1979: No participó - 1981: No participó - 1983: No participó - 1985: No participó - 1987: No participó - 1989: No participó - 1991: No participó - 1993: Suspendido - 1995: - 1997: - 1999: - 2001: - 2003: 6° Lugar - 2005: 9° Lugar - 2007: No participó - 2009: No participó - 2011: No participó - 2013: No participó - 2015: No participó - 2017: No participó - 2022: No participó - 2025: TBD |

## Palmarés
- Copa Mundial de Baloncesto:
  -   Campeón (2): 1998, 2002

- Juegos Olímpicos:
  -  Subcampeón (1): 1996

- EuroBasket:
  -   Campeón (3): 1995, 1997, 2001
  -  Tercer lugar (1): 1999

- FIBA Diamond Ball:
  -   Campeón (1): 2004
  -  Subcampeón (1): 2000

- Juegos Mediterráneos:
  -  Tercer lugar (1): 1997